# Chùa Hàn Sơn
Hàn Sơn Tự (寒山寺 - Hán shān sì) là ngôi chùa cổ nằm ở phía tây của trấn Phong Kiều, Tô Châu. Chùa được xây dựng vào khoảng đầu thế kỷ VI, trong niên hiệu Thiên Giám (502-519) thời vua Lương Vũ Đế nhà Lương với tên gọi ban đầu là Diệu Lợi Phổ Minh Tháp viện. Trong loạn Thái Bình Thiên Quốc chùa bị phá hủy và được xây lại năm 1905. Đến khoảng niên hiệu Trinh Quán (627-649) thời Đường Thái Tông, tên gọi Hàn Sơn mới được đặt, nhằm tưởng nhớ đến nhà sư trụ trì nơi đây. Sau những thăng trầm, Hàn Sơn tự đã được các triều từ Tống tới Thanh gìn giữ, tu bổ cho đến ngày nay. 

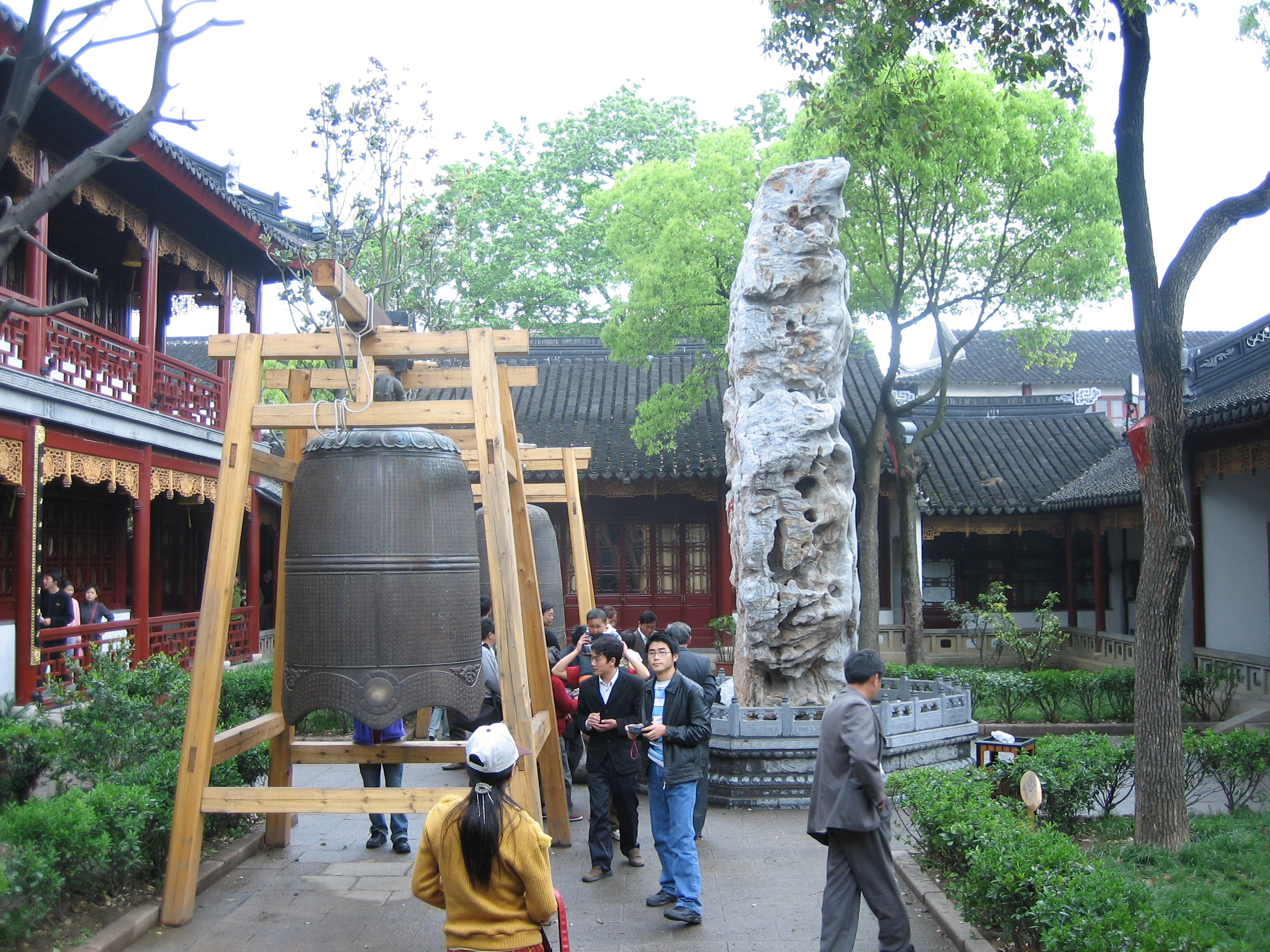
Chuông chùa Hàn Sơn

## Tên gọi

Gác chuông chùa Hàn Sơn

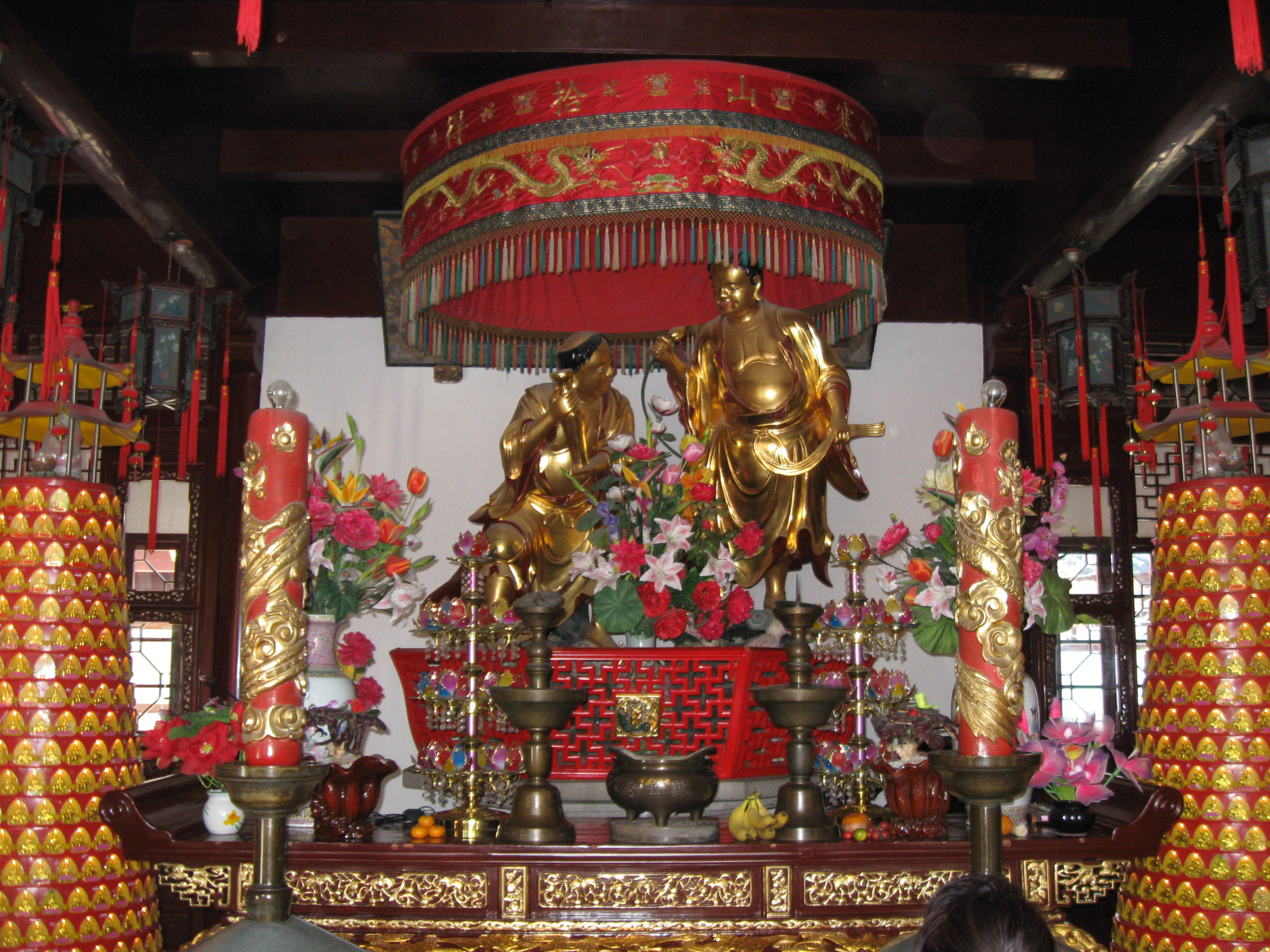
Tượng Hàn Sơn và Thập Đắc trong chùa Hàn Sơn

Hàn Sơn và Thập Đắc là hai thiền sư nổi tiếng với nhiều giai thoại huyền dị.
Hàn Sơn là một thi sĩ sống ẩn cư trong hang núi gần chùa Quốc Thanh. Mỗi khi vào chùa, Ngài thường vừa đi vừa than: "Khổ quá! Chúng sinh khổ quá." Khi bị mắng nhiếc đuổi đi thì Ngài vỗ tay và cười lớn. Người đời bấy giờ đều cho rằng Ngài bị điên. 
Thập Đắc là người nấu bếp ở chùa Quốc Thanh, được thiền sư Phong Can, trụ trì chùa Quốc Thanh, nhặt về từ trong rừng nên đặt tên là "Thập Đắc" (nghĩa là "nhặt được"). 
Hàn Sơn và Thập Đắc rất thân thiết với nhau. Khi quan thứ sử vùng ấy hỏi Phong Can: "Bồ tát có thật không?" Phong Can liền đáp: "Hàn Sơn là hoá thân của Văn Thù, còn Thập Đắc là Phổ Hiền đó vậy." Nghe thế, quan liền tìm tới xin đảnh lễ, hai người bấy giờ cười lớn và bảo: "Phong Can thật nhiều chuyện. Ông ta chính là A Di Đà đấy" Nói xong ôm nhau chạy vào rừng biến mất, không ai nhìn thấy nữa. Sau đó, quan tìm tới Phong Can, thì sư cũng đã ngồi thị tịch.

## Truyền thuyết

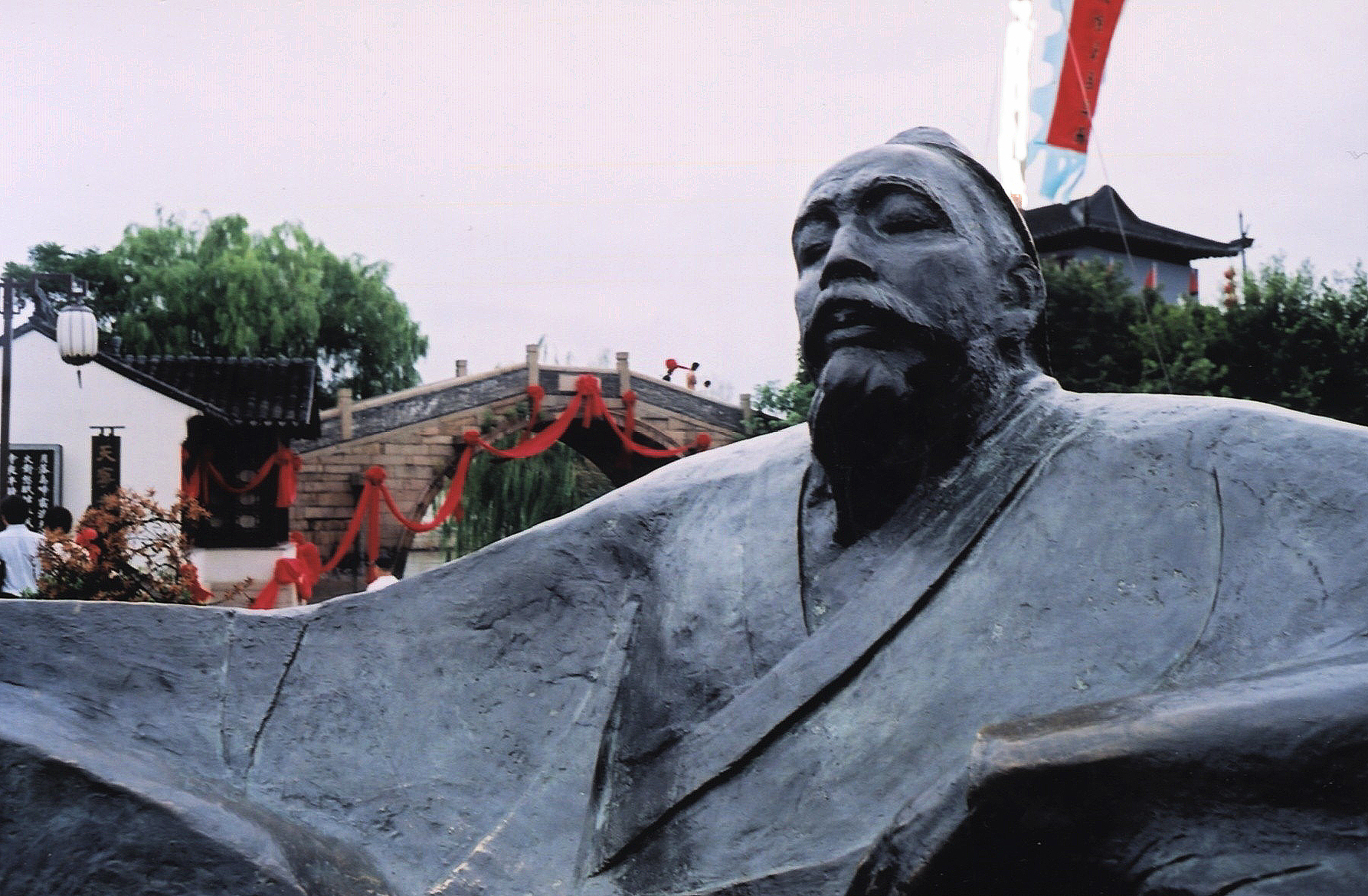
Tượng Trương Kế ở bến Cô Tô

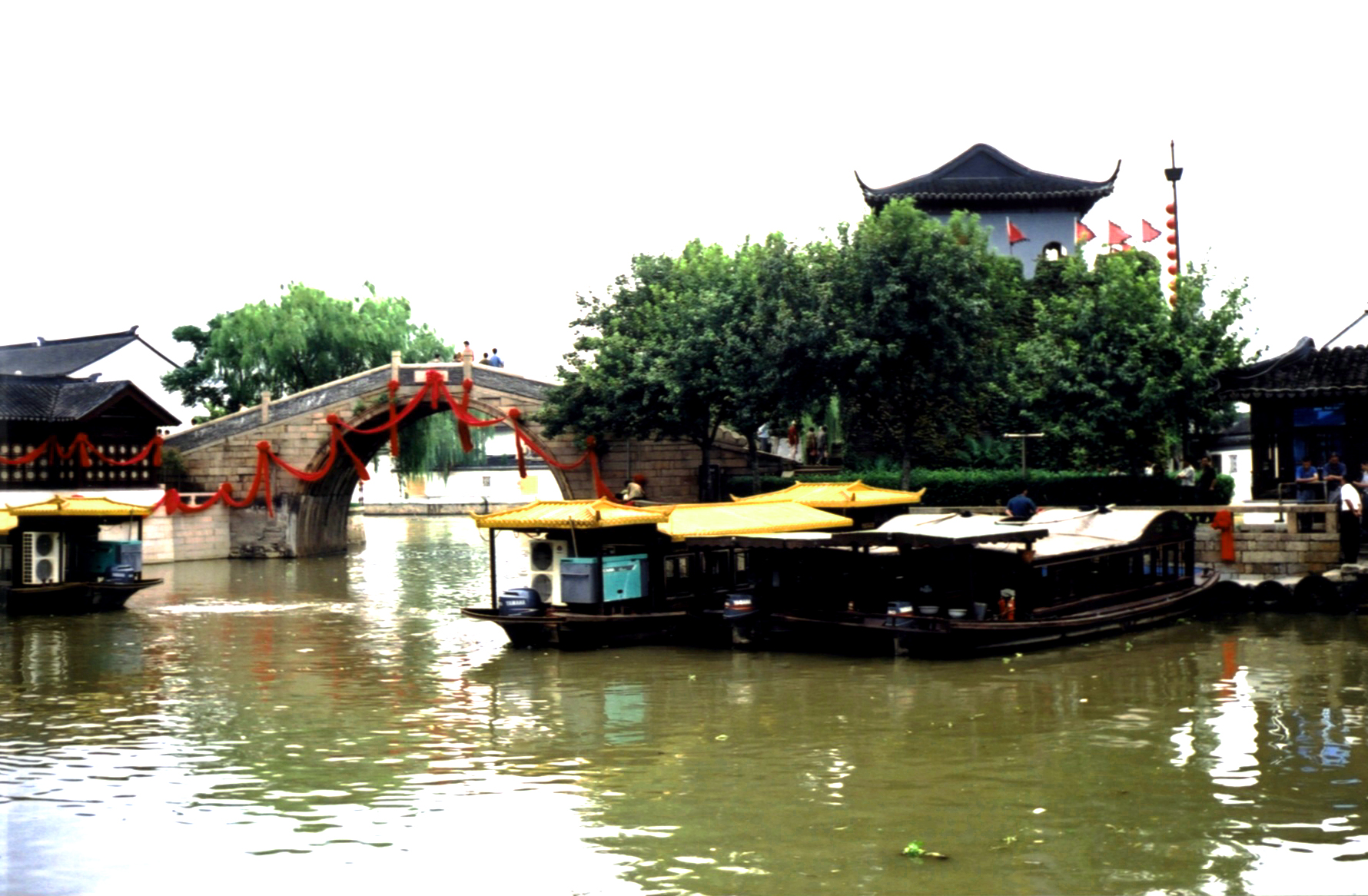
Bến Cô Tô

Còn có truyền thuyết kể rằng - Hàn Sơn là một bần sĩ sống trang hang núi đá Thiên Thai, chỗ ở của Tế Điên Hòa Thượng ở. Trên núi có chùa Quốc Thanh nổi tiếng, bấy giờ do thiền sư Phong Can trụ trì. Hàn Sơn hay lui tới ngôi chùa này, giao du với Thập Đắc. Thập Đắc cũng không khá gi hơn – là một đứa trẻ bị bỏ rơi, được Phong Cam lươm đem về chùa mà nuôi nấng. Thập Đắc quý Hàn Sơn, hay gom góp thức ăn, đựng trong một ống tre, cho Hàn Sơn mang đi. Thế nhưng Hàn Sơn không biết thân phận, đã không cảm ơn chùa mà còn chửi đời. Sách Tống cao tăng truyện viết "Hàn Sơn đi trong hành lang chùa, chốc chốc lại kêu gào chửi bới lăng mạ mọi người hoặc ngẩng mặt lên trời mà chửi đổng. Các bị trong chùa không chịu nổi vác gập đuổi thì Hàn Sơn lăn lộn, vỗ tay cười hà hà rồi bỏ đi. Quần áo rách bươm, mặt mũi hốc hác, đầu đội mũ bằng vỏ cây hoa, chân kéo lê đôi guốc mộc. Hàn Sơn và Thập Đắc thường bá cổ bá vai đi chơi với nhau và thường lui tới chùa Hàn Sơn hiện nay ở Tô Châu. Ngày nọ co vị quan là Lư Khâu Dẫn đến hỏi Phong Can, ở đây ai là người hiền. Phong Can là một thiền sư đắc đạo, cảm hóa được cả cọp, đáp: Có Hàn Sơn tức Văn Thù, Thập Đắc tức Phổ Hiền, dáng dấp của một người nghèo, điệu bộ như người cuồng. Lư Khân Dẫn đến chùa gặp hai vị đó liền cúi lạy vái chào, các vị sư khác kinh ngạc hỏi: "Ngài là quan to sao lại cúi chào kẻ cuồng phu". Hàn Sơn – Thập Đắc cười hà hà rồi nói: Phong Can lắm chuyện - rồi bỏ đi. Về sau, Lư Câu Dẫn đến tìm Hàn Sơn chỉ la lớn "Các người hãy cố gắng " rồi biến mất để lại cho chùa nhiều thơ ca. Còn Thập Đắc thì bỏ đi đâu không biết. Ngày nay hậu thế còn lại Hàn Sơn thi tập do Lưu Khâu Dẫn đề tựa và Đạo Kiều ghi chép, phụ thêm cả thơ của Thập Đắc và Phong Can, gồm hơn 300 bài, gọi chung là Tam Ẩn Tập. Sauk hi Hàn Sơn biến mất rồi thì chùa ở thì chùa ở Tô Châu mang tên Hàn Sơn để nhớ đến vị cuồng sĩ này. Trong chùa còn có tranh tượng của Hàn Sơn và Thập Đắc.

## Thơ ca liên quan đến Hàn sơn tự
Không chỉ thu hút du khách bằng những câu chuyện kể, Hàn Sơn tự còn là nguồn cảm hứng vô tận của bao lớp thi nhân. Trong cảnh tình miền sông nước Giang Nam, Trương Kế đã viết nên những vần thơ Đường bất hủ, gói tròn trong Phong Kiều Dạ Bạc về một đêm trăng tàn chợt ngân lên tiếng chuông đêm từ cổ tự Hàn Sơn.
Nguyên văn Hán tự
月落烏啼霜滿天，
江楓漁火對愁眠。
姑蘇城外寒山寺，
夜半鐘聲到客船。
Phiên âm
Yuè luò wū tí shuāng mǎn tiān,
Jiāng fēng yú huǒ duì chóu mián.
Gūsū chéngwài Hánshān Sì,
Yèbàn zhōngshēng dào kèchuán.
Bản dịch
"Nguyệt lạc ô đề sương mãn thiên
Giang phong ngư hỏa đối sầu miên
Cô Tô thành ngoại Hàn Sơn Tự
Dạ bán chung thanh đáo khách thuyền".
Dịch thơ
"Trăng tà tiếng qụa kêu sương
Lửa chài cây bến sầu vương giấc hồ
Thuyền ai đậu bến Cô Tô
Nửa đêm nghe tiếng chuông chùa Hàn San".
Nguyễn Hàm Ninh (1808-1867)

## Giá trị
Ngày nay, khi đến viếng Hàn Sơn tự du khách sẽ có dịp chiêm ngưỡng bức bích họa nổi tiếng mang tên "Hàn Sơn - Thập Đắc" được khắc trên đá của danh họa đời Thanh – La Sính Sở, thủ bút của thư pháp gia nổi danh Trương Xư Liêu - đời Tống qua bộ kinh Kim Cương hay khám phá Tàng Kinh các - nơi lưu trữ kinh thư nhà Phật. Ngoài ra, Hàn Sơn còn có hệ thống tượng Phật, Tôn hành giả, Thập bát La Hán, những bia đá ghi lại những vần thơ tuyệt tác của các thi nhân ở Trường lang và cũng không quên nhắc đến những chiếc chuông đã làm nên cái hồn cho Hàn Sơn tự, nhất là vào những đêm trừ tịch - khi 108 tiếng chuông ngân vang lên giữa đêm (cầu Phật Tổ ban phúc lành cho bá tánh), người ta mới cảm hết được cái thần và hồn của Phong Kiều Dạ bạc trên bến nước Cô Tô.